# Клінтон (Массачусетс)
Клінтон (англ. Clinton) — місто (англ. town) в США, в окрузі Вустер штату Массачусетс. Населення — 15 428 осіб (2020).

## Демографія
Згідно з переписом 2010 року, у місті мешкало 13 606 осіб у 5831 домогосподарстві у складі 3408 родин. Було 6397 помешкань
Расовий склад населення:
| - 87,1 % — білих - 3,5 % — чорних або афроамериканців - 1,3 % — азіатів - 0,3 % — корінних американців - 5,5 % — осіб інших рас |

До двох чи більше рас належало 2,3 %. Частка іспаномовних становила 13,6 % від усіх жителів.
За віковим діапазоном населення розподілялося таким чином: 21,8 % — особи молодші 18 років, 65,5 % — особи у віці 18—64 років, 12,7 % — особи у віці 65 років та старші. Медіана віку мешканця становила 39,3 року. На 100 осіб жіночої статі у місті припадало 95,5 чоловіків;  на 100 жінок у віці від 18 років та старших — 91,6 чоловіків також старших 18 років.
Середній дохід на одне домашнє господарство  становив 80 971 долар США (медіана — 68 362), а середній дохід на одну сім'ю — 96 420 доларів (медіана — 86 333). Медіана доходів становила 50 855 доларів для чоловіків та 47 454 долари для жінок. За межею бідності перебувало 6,0 % осіб, у тому числі 5,3 % дітей у віці до 18 років та 10,5 % осіб у віці 65 років та старших.
Цивільне працевлаштоване населення становило 7736 осіб. Основні галузі зайнятості: освіта, охорона здоров'я та соціальна допомога — 25,8 %, роздрібна торгівля — 12,1 %, виробництво — 11,5 %.

## Персоналії
- Кларенс Браун (1890—1987) — американський кінорежисер і продюсер
- Агнес Мургед (1900—1974) — американська акторка.